# Xã Ela, Quận Lake, Illinois
Xã Ela (tiếng Anh: Ela Township) là một xã thuộc quận Lake, tiểu bang Illinois, Hoa Kỳ. Năm 2010, dân số của xã này là 42.654 người.